# Микитайская жертвенная гора и камень со стопой чёрта

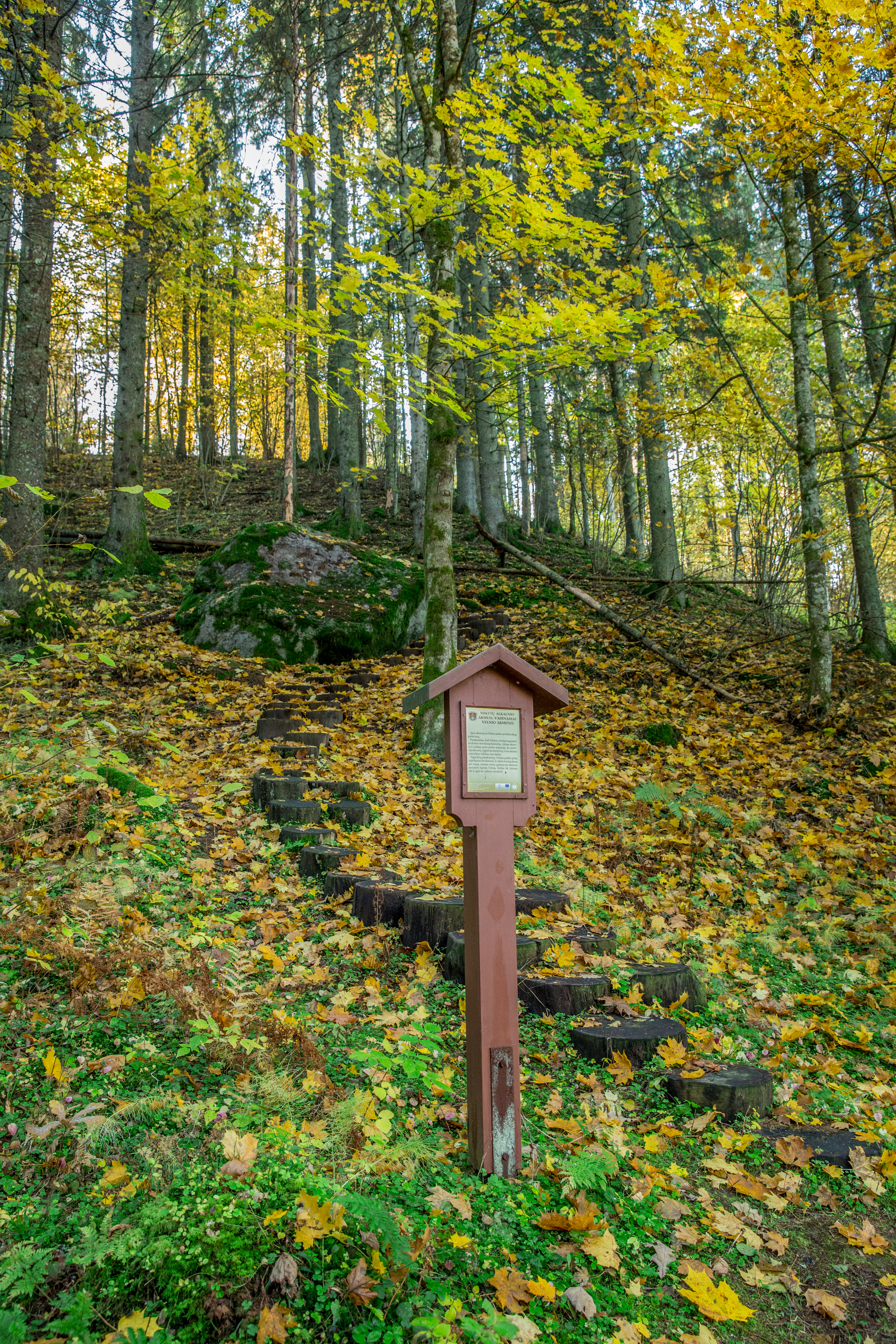

Микитайская жертвенная гора, или гора Алкос, находится в Скуодасском районе, на водоразделе рек Бартува, Миния и Вента в Жямайтийском национальном парке, на территории Микитайского ландшафтного заказника, в 1,5 км к северо-западу от деревни Шликтине. Здесь же оборудована Микитайская пешеходная тропа протяжённостью 1 км.

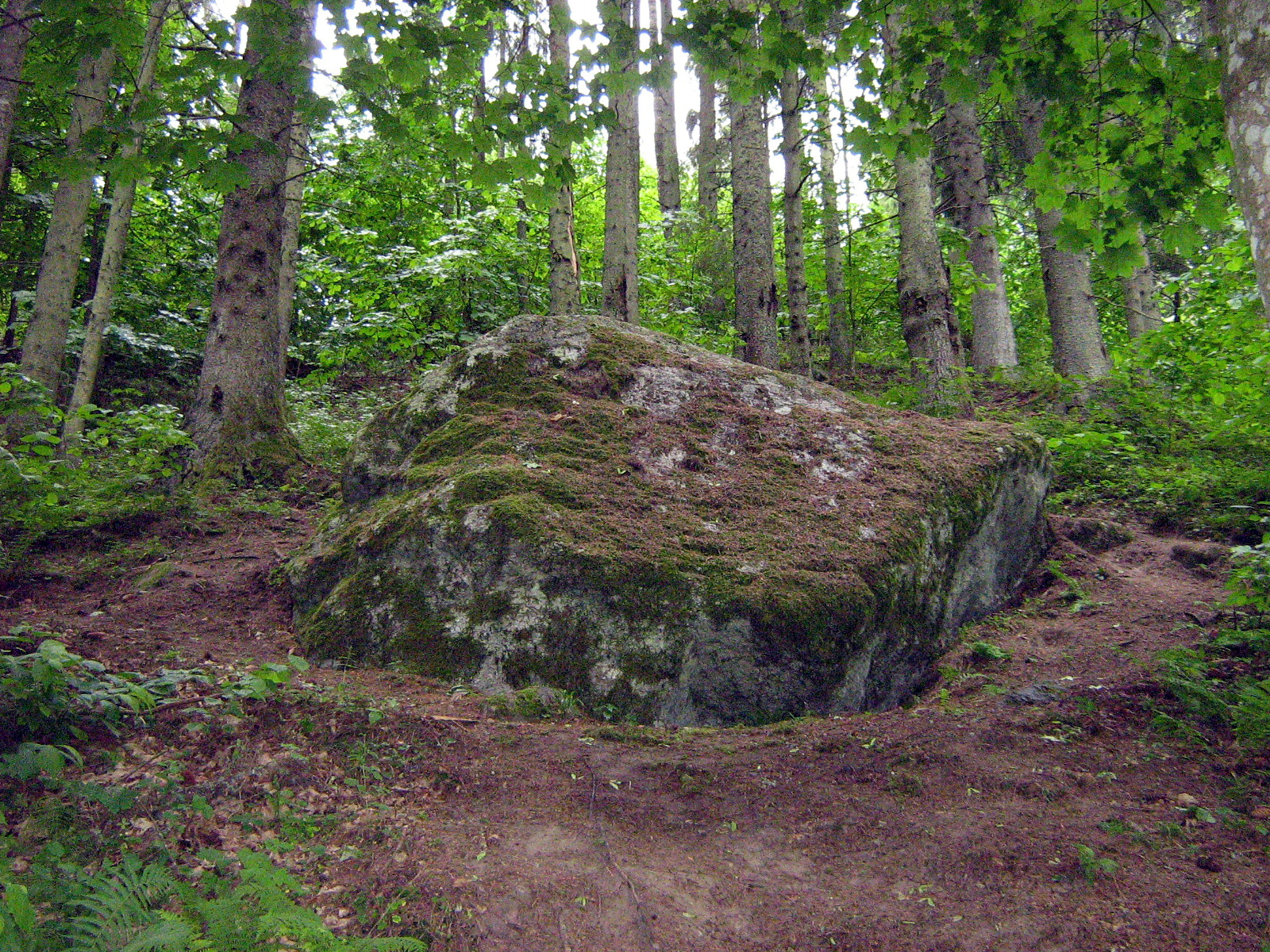

## Mифология
Площадь жертвенника — 11,5 га земли, к которой примыкают два болота. Издавна ходят легенды о «кипении» жертвенной горы: перед дождём или в пасмурный день невооруженным глазом можно увидеть, как из горы по вершинам елей поднимается пар.
Рассказывают, что насыпали гору шведы, которые потом построили на ней храм и приносили жертвы богам, однако следов этого до наших дней не сохранилось.

## Kамень со стопой чёрта
На северном склоне горы лежит огромный (4,5 x 2,5 x 4 м) камень с углублениями, по виду напоминающими ступню. Легенда гласит, что чёрт разрушил храм на горе Алкос и, убегая, оставил эти следы на камне. Исследователи установили, что возраст камня составляет минимум 1,5 миллиарда лет, но, возможно, он даже старше. У его подножия с северной стороны находится место пересохшего родника — яма диаметром 2 м, которую до сих пор называют Молельным колодцем. Это название, вероятно, пришло из языческих времен.

## Галерея

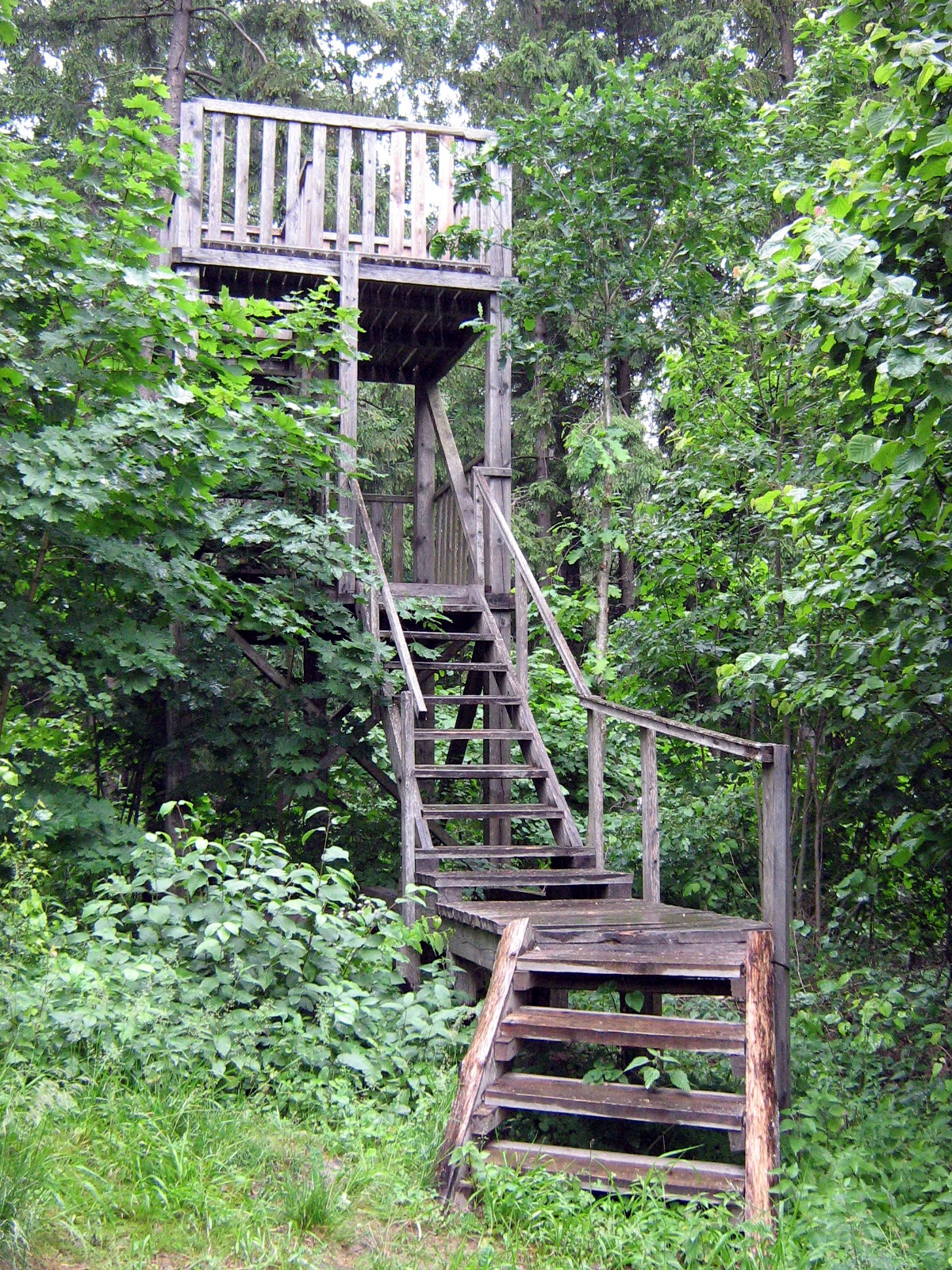
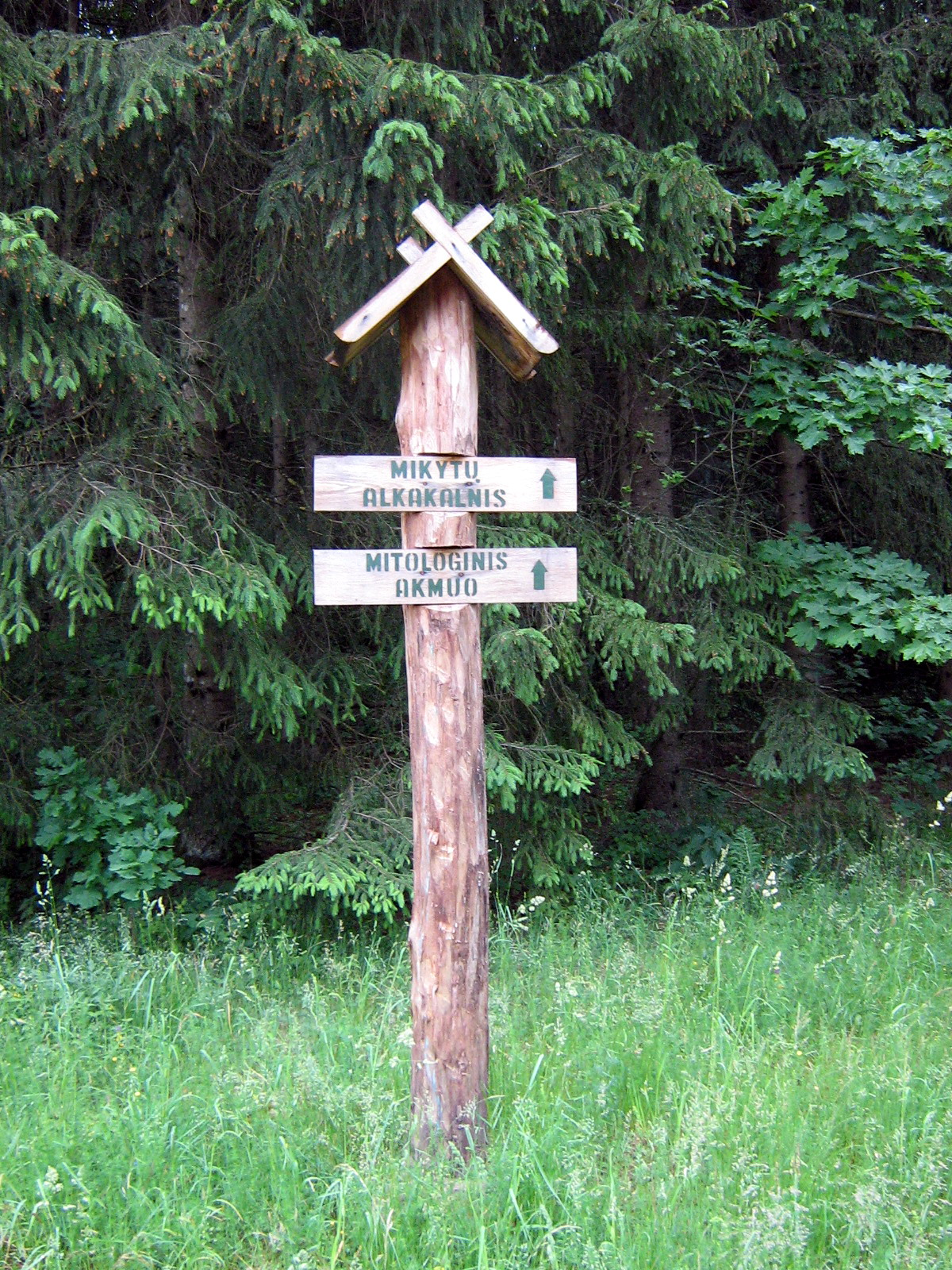
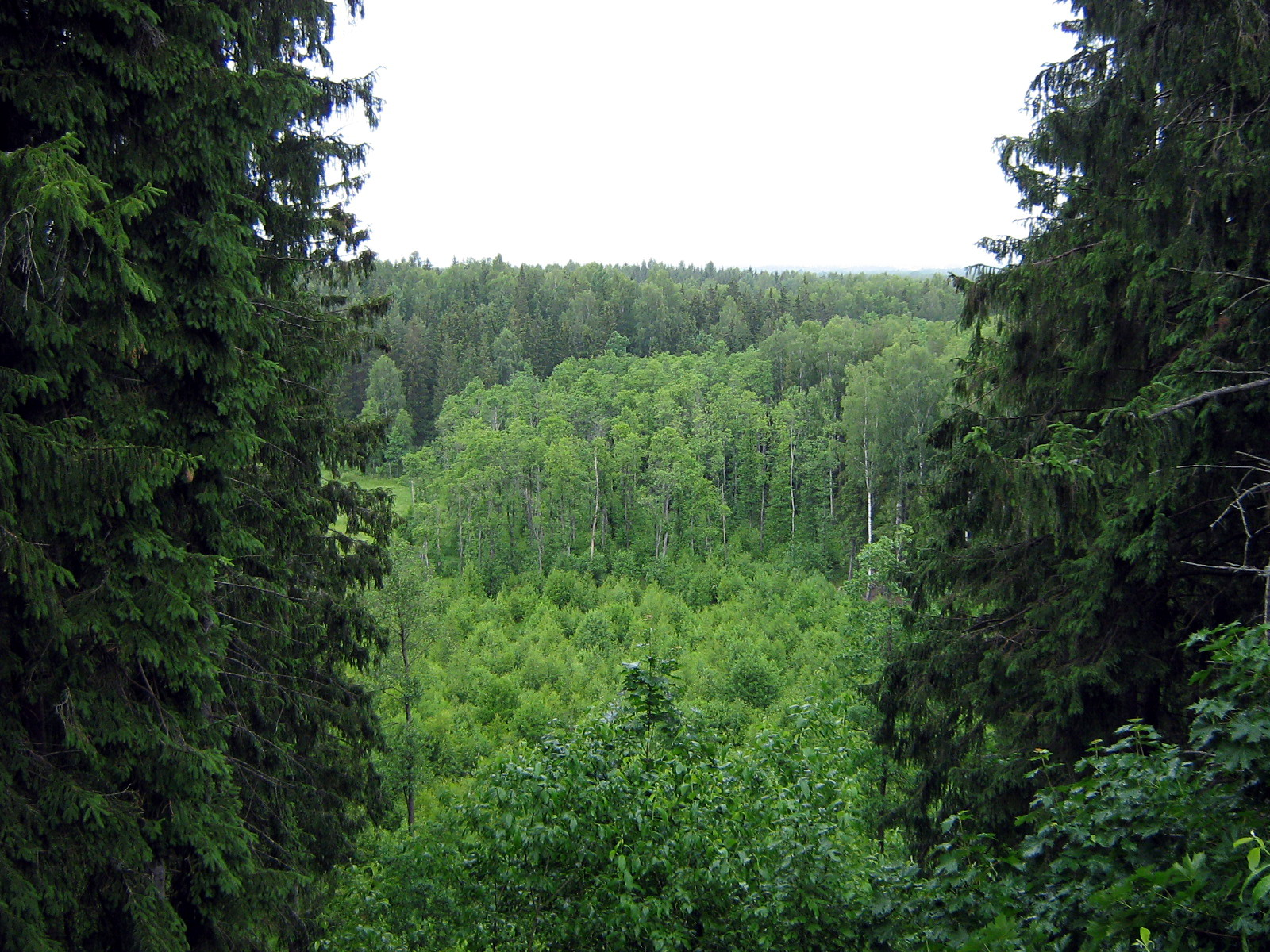
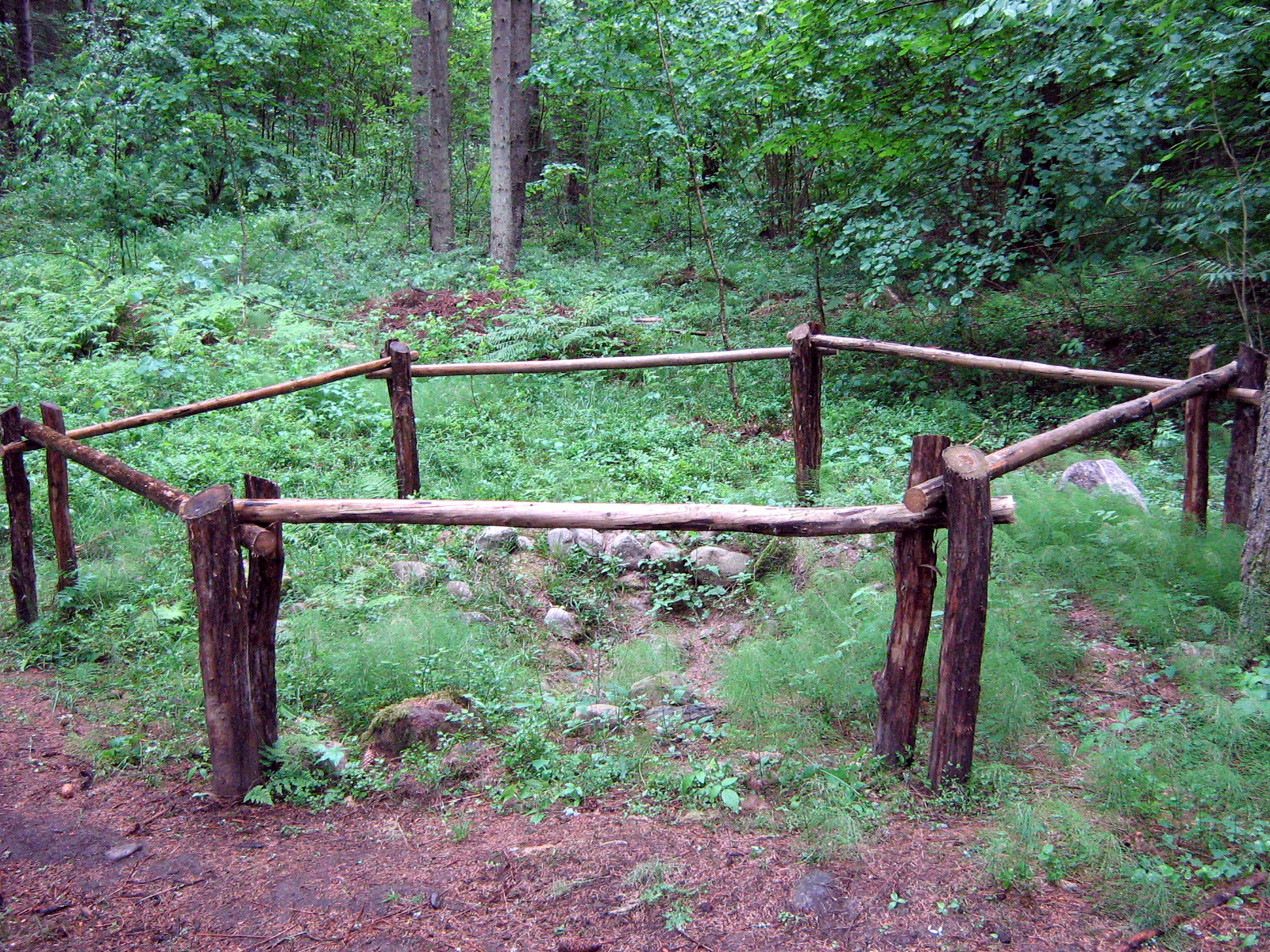
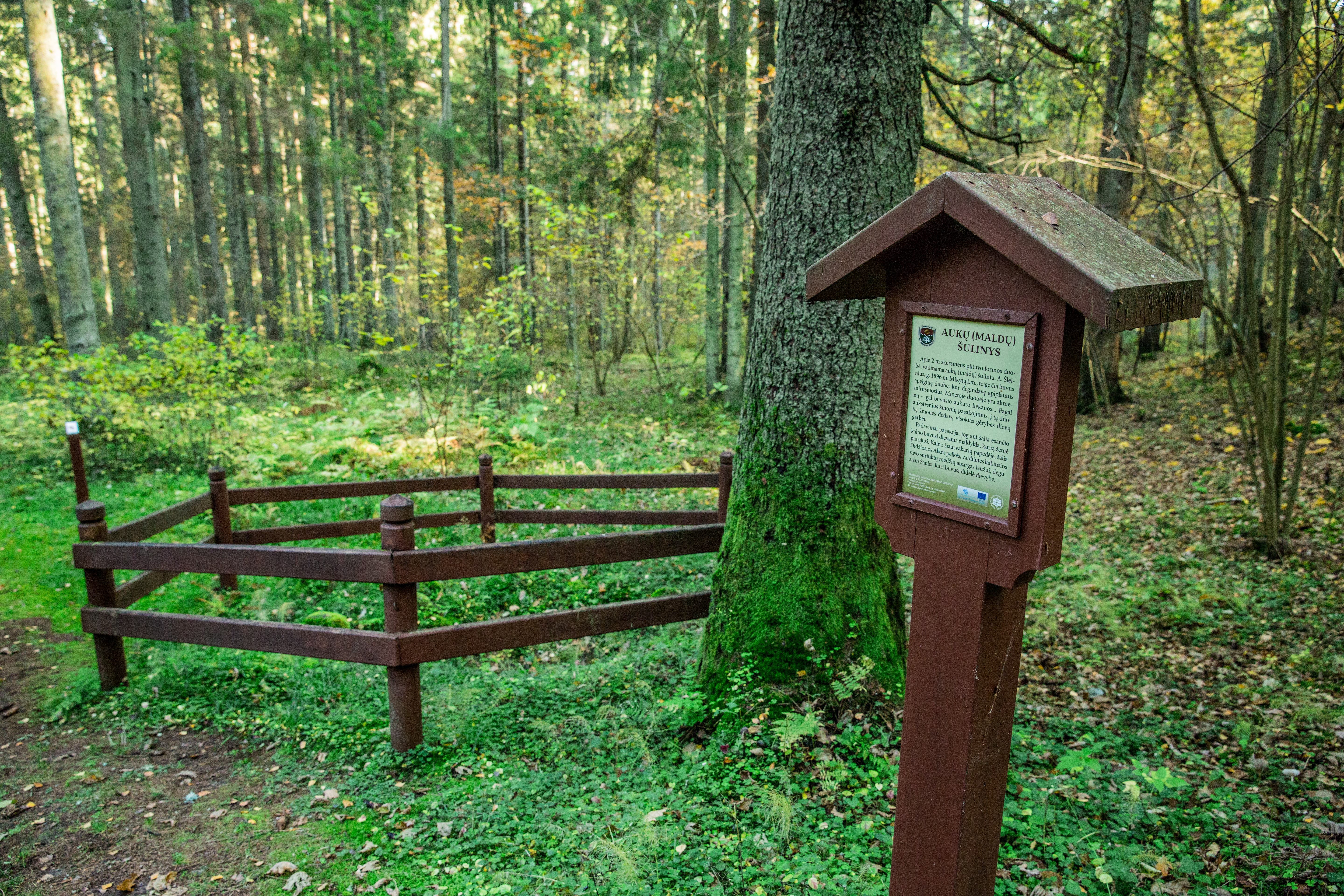
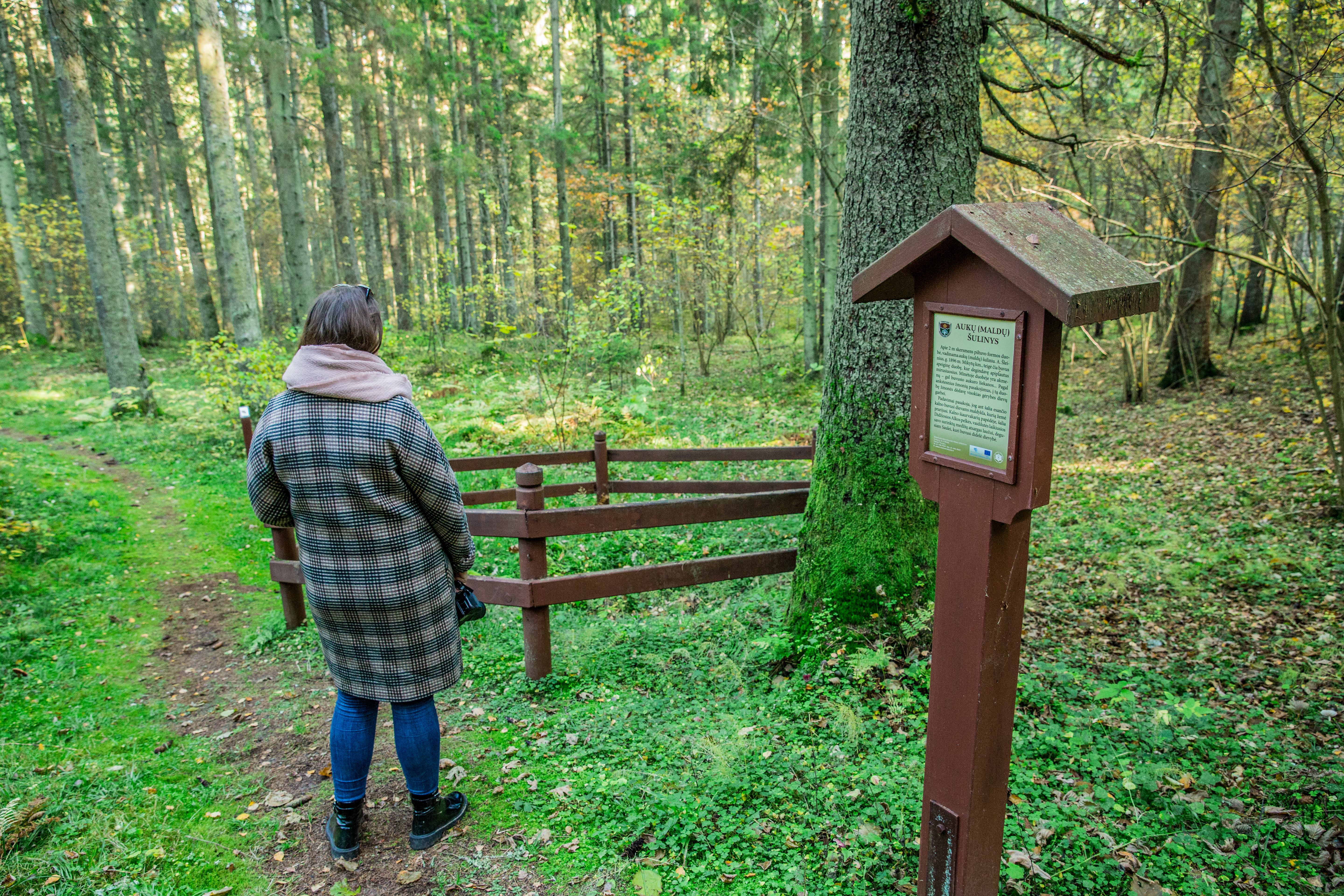
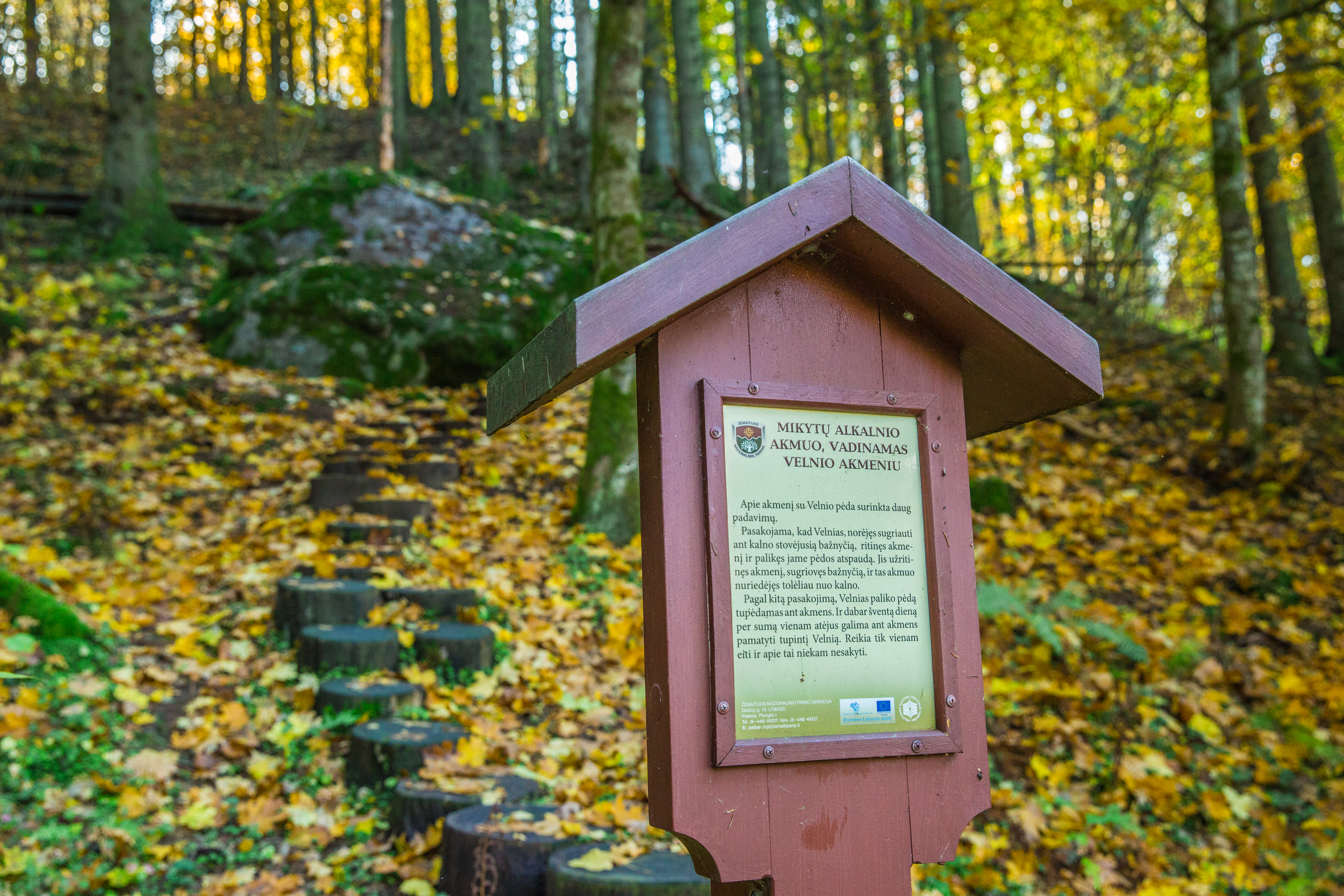